# Diabolik (film 1968)
Diabolik è un film del 1968 diretto da Mario Bava.
È ispirato all'omonimo fumetto creato da Angela e Luciana Giussani e riprende le situazioni di alcuni episodi della serie a fumetti, in particolare quelli intitolati Sepolto vivo!, Lotta disperata e L'ombra nella notte.
È considerato da alcuni uno dei migliori film pop degli anni sessanta, un misto di pop art, optical art, psichedelia e futurismo, ed ha influenzato film come CQ, diretto da Roman Coppola nel 2001. Coppola ha infatti dichiarato che il film di Bava gli è servito per dare il "mood audiovisivo" al suo lungometraggio.
Nel 2008, la rivista britannica Empire lo ha inserito al 429º posto nella propria lista dei 500 migliori film di sempre.

## Trama
Diabolik ruba dieci milioni di dollari davanti all'Ispettore Ginko, raggirandolo con l'ausilio di alcuni fumogeni, e fugge a bordo di un motoscafo e successivamente su una Jaguar nera, inseguito da un elicottero della polizia, entrando in una galleria dove l'attende a bordo di una Jaguar bianca la fidanzata Eva Kant. Seminati i poliziotti, i due giungono al loro rifugio sotterraneo.

La caverna che fa da rifugio per Diabolik ed Eva Kant

Intanto il ministro degli interni convoca una conferenza stampa e annuncia il ripristino della pena di morte per combattere il crimine. Diabolik ed Eva si recano sul posto, travestiti da giornalisti, e sprigionano del gas esilarante, provocando le risate di tutti i presenti. Il giorno dopo, il ministro si dimette e l'ispettore Ginko ordina una retata in grande stile contro l'impero criminale gestito dal boss Ralph Valmont; questi è costretto a fare un patto con l'ispettore Ginko e promette di consegnare Diabolik alla polizia.
Diabolik decide di regalare ad Eva una collana di smeraldi di proprietà di lady Clark per il suo compleanno. Immaginando l'intenzione di Diabolik, l'ispettore Ginko fa circondare il castello di lady Clark dalla polizia. Diabolik indossa un costume bianco al posto del classico costume nero, si arrampica sulla torre del castello, e una volta entrato inganna i poliziotti inserendo una fotografia davanti alle telecamere e si impossessa della collana senza alcun problema.
Intanto Valmont, grazie alla descrizione di una prostituta, ottiene un identikit di Eva, quindi la rapisce e chiede a Diabolik come riscatto dieci milioni di dollari e la collana di smeraldi. I due si incontrano per lo scambio sull'aereo di Valmont, il quale rivela a Diabolik che solo dopo la consegna degli smeraldi sarà paracadutato sulla capanna dove Eva è prigioniera, ma Diabolik si lancia con il paracadute trascinandolo con sé, e, in volo, gli fa ammettere che l'ispettore sa di questo appuntamento. Arrivato sul posto, Diabolik riesce a liberarla e uccide Valmont, quindi cade in uno stato di morte apparente ingerendo della droga; si risveglia all'obitorio, mentre sta subendo un'autopsia, e viene portato via da Eva, travestita da infermiera.

Diabolik (John Phillip Law) ed Eva Kant (Marisa Mell)

Il nuovo ministro degli interni mette una taglia di un milione di dollari sulla testa di Diabolik; per tutta risposta, questi fa esplodere tutti i palazzi del fisco, provocando una crisi economica senza precedenti. Il nuovo ministro delle finanze appare in televisione, appellandosi al buon senso dei cittadini, perché spontaneamente si rechino a pagare le tasse, provocando però l'ilarità generale.
Lo Stato decide di fondere venti tonnellate di lingotti della riserva aurea in un unico grande lingotto d'oro del peso di venti tonnellate, che sarà trasportato su un treno. Diabolik distrugge il treno facendolo precipitare in mare, quindi si immerge e recupera il lingotto con un sommergibile, portandolo al rifugio e fondendolo. L'ispettore Ginko riesce però a localizzare il rifugio e vi fa irruzione. Eva riesce a fuggire, mentre Diabolik viene investito da un getto d'oro fuso e immobilizzato.
Vestita a lutto, Eva si reca a rendere l'ultimo saluto al compagno, ridotto ad una statua, e viene raggiunta dall'ispettore Ginko. Approfittando di un attimo di distrazione dell'ispettore, Diabolik fa l'occhiolino ad Eva, dimostrando di essere ancora vivo, e una risata diabolica echeggia nel rifugio.

## Produzione

### Regia
Diabolik uscì nel 1968 e si inserì nel filone fumettistico italiano, preceduto da Kriminal, diretto da Umberto Lenzi nel 1966.
Il produttore Dino De Laurentiis acquistò i diritti del fumetto creato dalle sorelle Giussani e affidò inizialmente la regia a Tonino Cervi. Dopo una settimana, Cervi venne licenziato.
La produzione si trovava in un periodo di crisi, intanto alle storie di Diabolik entra a collaborare il fumettista e futuro regista Corrado Farina amico di Pier Carpi, con conoscenze in famiglia Giussani, che si offrì per la regia, ma venne rifiutato a causa della poca esperienza, e allora propose, da fan del cinema Horror italiano, Mario Bava; quindi De Laurentiis offrì la regia a Bava, poiché era un film che necessitava di molti effetti speciali e Bava era considerato uno dei migliori effettisti italiani. Bava era reduce dal film avventuroso I coltelli del vendicatore e accettò la regia, ottenendo così il budget più alto della sua carriera: 200 milioni di lire. Budget comunque relativamente basso per gli standard di De Laurentiis.

### Cast
Per interpretare il personaggio di Diabolik fu scelto inizialmente Jean Sorel, che però faceva parte del cast scelto da Tonino Cervi, quindi con l'arrivo di Bava fu sostituito da John Phillip Law, che stava girando contemporaneamente Barbarella, altro film prodotto da De Laurentiis. Le riprese di quel film però subirono dei ritardi, quindi De Laurentiis propose a Law di interpretare Diabolik. Occorre notare che, nel 1966, in quarta di copertina degli albi di Diabolik era comparso un avviso di casting call per un attore che possedesse le caratteristiche fisiche del personaggio, che avrebbe impersonato Diabolik "in un film di prossima fattura"; si trattò in effetti di una trovata pubblicitaria, poiché all'epoca le trattative per John Philip Law erano già state chiuse e non fu mai effettuato un casting di quel tipo.
Per quanto riguarda il personaggio di Eva Kant fu inizialmente scelta una modella sconosciuta, amica di un uomo della produzione. Dopo una settimana fu però sostituita da Catherine Deneuve. Anche l'attrice francese fu però sostituita, poiché Bava non gradiva la sua interpretazione e la Deneuve rifiutava di girare scene di nudo. Sul set arrivò così Marisa Mell, che ottenne la parte.
Il ruolo dell'ispettore Ginko andò all'attore francese Michel Piccoli. L'annuncio di questo casting suscitò non poche perplessità, poiché Piccoli era fisicamente meno aitante e molto diverso dal corrispettivo a fumetti; le sorelle Giussani, che apprezzavano l'attore, ebbero tuttavia a dire che "Ginko si riconosce da quello che fa e dice, non dal suo volto". Il loro giudizio si rivelò corretto: l'interpretazione di Piccoli fu apprezzata, mentre le critiche si concentrarono su John Philip Law e Marisa Mell, identici ai Diabolik ed Eva Kant dei fumetti, ma privi del carisma necessario a interpretarli. Un altro straniero da segnalare è l'irresistibile Terry-Thomas, qui nella parte di un politico “riciclato”, che dopo le dimissioni da Ministro dell'Interno viene nominato Ministro delle Finanze: il comico britannico costituisce fra l'altro un trait d'union con il parodistico – e per De Laurentiis problematico – Arrriva Dorellik, della stagione precedente (è lo sconclusionato commissario di Scotland Yard).
Il personaggio di Ralph Valmont invece fu creato appositamente per il film e affidato ad Adolfo Celi, ancora fresco del successo planetario di Agente 007 - Thunderball (Operazione tuono), (qui però con la voce di Emilio Cigoli); con lui diversi validi attori italiani, come Caterina Boratto, Carlo Croccolo, Claudio Gora, e Renzo Palmer, curiosamente presente sia come interprete (il nuovo Ministro degli Interni) sia come doppiatore di Terry-Thomas. Tra i personaggi secondari, infine, una parte anche per l'ex-pugile Tiberio Mitri.

### Riprese
Le riprese del film iniziarono l'11 aprile 1967 e terminarono il 18 giugno dello stesso anno.
Sul set ci furono molti screzi tra Bava e De Laurentiis, inerenti soprattutto le sequenze di violenza che Bava voleva inserire per rimanere fedele al fumetto. De Laurentiis lo convinse però a smorzarle, temendo la censura. Bava ebbe anche alcuni problemi con John Phillip Law, da lui considerato troppo anonimo.
Un altro problema che il produttore dovette affrontare fu la possibile confusione con il film di Steno sul personaggio Dorellik di Johnny Dorelli, che pur essendo caricaturale era pur sempre ispirato a Diabolik: De Laurentiis ottenne in extremis che quella pellicola uscisse con il titolo Arrriva Dorellik.
Il film, pur essendo una coproduzione italo-francese, fu girato in inglese: gli interni negli studi De Laurentiis, a Roma, mentre gli esterni furono girati tra Tor di Caldano e Torino.
Le scenografie del film erano molto scarne. La grande caverna che fa da rifugio per Diabolik ed Eva Kant era in realtà vuota. Tutti i dettagli furono inseriti da Bava tramite fotografie e pezzi di vetro applicate sull'obiettivo. Quando Law arrivò sul set per girare la sequenza in cui Diabolik ed Eva entrano con la loro Jaguar nella caverna rimase sorpreso non vedendo nulla. Chiese quindi a Bava dove fosse la caverna e il regista lo condusse dietro una macchina da presa e gli fece vedere gli effetti che aveva preparato. Anche De Laurentiis rimase piacevolmente sorpreso da questi semplici ma efficaci effetti, tanto da dichiarare: «Dirò alla Paramount che questo set ci è costato 200.000 dollari!».
Al termine delle riprese Mario Bava riuscì nella vera e propria impresa di non spendere tutto il budget a disposizione. De Laurentiis decise così di girare un sequel del film, affidandogli nuovamente la regia, ma Bava rifiutò nettamente: «Mi ha chiamato per dirigere il seguito. Gli ho fatto dire che sono ammalato, invalido a letto, permanentemente», dichiarò il regista. Infatti Bava non solo aveva trovato la lavorazione del film molto faticosa, ma non era neppure rimasto soddisfatto del risultato finale, perché lui avrebbe voluto realizzare un film più violento e sanguinario, in linea con il fumetto, ma De Laurentis si era opposto.

## Colonna sonora
La colonna sonora del film, composta da Ennio Morricone, è stata pubblicata solamente nel 2001 in due diverse edizioni su CD dalle etichette Pallottola Foro e Sycodelic. Precedentemente inedita, era stato pubblicato solamente il brano Deep Down, interpretato da Christy (Maria Cristina Brancucci), come lato B del singolo Amore amore amore amore, tratto dalla colonna sonora del film Un italiano in America.

### Tracce
1. Deep Down
2. Yes Sir, No Sir
3. Charading Chauffeurs In Wait
4. Driving Decoys
5. Into The Cave
6. Diaboliks Hide Out
7. The Shower (Deep Down 2)
8. Logical Suggestion
9. Money Orgy
10. Criminal/Justice Solution
11. Headlines (Organ Freak Out 1)
12. Valmont's GoGo Pad
13. Dumped By Dimocracy
14. Eva's Holy Dress (Deep Down 3)
15. Diabolik Capture-Conference)
16. Gunfight At Red Sands
17. Eva's Sketchy I.D.
18. Metamorphosis (Organ Freak Out 2)
19. Emerald Bikini (Deep Down 4)
20. Doctor Vinear's I.D. Prescription
21. Downhill Decoy
22. Vinear's X-Out Session/Death/Life
23. Jenko's Plan Derails
24. Guinness's Gold Bar
25. Bubbles (Extracting Au from H2O)
26. Under Wah-Wah (Extracted Au from H2O)
27. Now Go!!
28. Eva Alone
29. The Pyrite Wink (Deep Down 5)
30. Last Laff
31. O.K. Connery
32. Valmont (Underworld Don)

## Distribuzione

### Manifesti
La realizzazione dei manifesti del film, per l'Italia, fu affidata al pittore cartellonista Renato Casaro.

### Date
Il film uscì in Italia il 24 gennaio 1968. In Francia fu distribuito il 12 aprile 1968.

### Titoli alternativi
Il film uscì negli Stati Uniti, nel Regno Unito e in Francia come Danger: Diabolik, in Spagna come Diabolik, in Germania Ovest come Gefahr: Diabolik e in Brasile come Perigo: Diabolik.

## Accoglienza

### Incassi
Costato 200 milioni di lire, il film incassò in totale 265 milioni (dunque recuperando di appena 65 milioni i costi di produzione), un introito assai inferiore rispetto alle aspettative prefissate: al botteghino fu il 47° della stagione, 28° tra gli italiani.
Molto più soddisfacenti furono gli incassi all'estero, in particolare in Francia. Comunque, deluso dagli incassi registrati in Italia, De Laurentiis accantonò l'idea di realizzarne un sequel.

### Critica
Alla sua uscita, la critica cinematografica italiana si divise sul film. Tullio Kezich affermò che « nello stupidario degli anni sessanta, magari in una nota a pié di pagina, c'è un posticino per Diabolik », anche se salvò « lo specialista Mario Bava, che si destreggia bene fra caverne sotterranee con attrezzatura cibernetica e Jaguar nere inseguite dagli elicotteri. »
Di diverso parere su Bava fu Morando Morandini, allora critico del quotidiano Il Giorno: « alle prese col famoso personaggio, il più inventivo regista italiano del fantastico è un po' a disagio, nonostante i mezzi e un cast di noti attori, » mentre Giovanni Grazzini scrisse: «L'amalgama di avventura, di farsa, di sadismo e di nudità ne fa un film di moda».
Trent'anni dopo, anche Paolo Mereghetti si dimostrò indulgente con il regista: « Mario Bava sopperisce alle carenze della storia con impennate barocche e tocchi sarcastici. Scenografie pop-art e notevoli musiche », così come spese parole positive Leonard Maltin, che sintetizzò l'opera in questo modo: « le divertenti e ironiche avventure del supercriminale Diabolik, con costumi e location bizzarre e una colonna sonora psichedelica di Ennio Morricone. Un indimenticabile campionario della vita anni Sessanta. »
Sempre nel periodo della sua uscita, suscitò molto scalpore la scelta di Michel Piccoli per il ruolo dell'ispettore Ginko, poiché tra l'attore e il personaggio dei fumetti non sussisteva alcuna somiglianza fisica. Pare che le stesse Sorelle Giussani avessero però suggerito che "Ginko si riconosce per quello che fa, non per il suo volto". Il giudizio delle creatrici di Diabolik si rivelò in effetti esatto: le critiche dei fan infatti risparmiarono Piccoli e si concentrarono su Marisa Mell, identica a Eva Kant ma per nulla in parte, compreso il fatto che non ha mai l'abituale chignon dell'originale, ma (una parrucca di) lunghi capelli platinati, sciolti e lisci.
In tempi recenti il film è divenuto un cult movie. Alberto Pezzotta scrive: «Pur restando un film su commissione, Diabolik si stacca dalla media degli analoghi film dell'epoca e riesce dove aveva fallito Modesty Blaise di Joseph Losey: vale a dire nel trasporre al cinema il mondo dei fumetti adottando lo stile delle ultime avanguardie artistiche». La rivista Nocturno scrive: «Gioiello nato per esigenze "alimentari" che, pur restando distante dalla materia trattata, invita a una rilettura pop del criminale in calzamaglia inventato dalle sorelle Giussani».
All'estero il film fu invece subito amato, soprattutto in Francia. La prestigiosa rivista francese Cahiers du cinéma apprezzò molto il film, scrivendo: «Gli effetti anamorfici, gli sbandamenti di ordine percettivo in ogni inquadratura, la costante discontinuità spazio temporale, concorrono alla costruzione di un universo dalla bellezza prorompente, improbabile e autoritaria».
Il film fu apprezzato anche dal noto critico Roger Ebert, che scrisse: «Forse perché è meno pretenzioso, Diabolik ha avuto più successo di Barbarella, ed è anche più divertente».

## Omaggi
- Diabolik è stato citato e omaggiato oltre che da CQ di Roman Coppola anche nel videoclip Body Movin, realizzato dai Beastie Boys.
- Anche l'album di debutto dei Fantômas è stato influenzato dal film.
- Il figlio di Mario Bava, Lamberto, diresse il videoclip dei Tiromancino Amore impossibile, con protagonisti Diabolik (interpretato da Daniel McVicar) ed Eva Kant (Claudia Gerini). Vi appare anche lo stesso John Philip Law nella parte di una guardia giurata narcotizzata da Diabolik.
- Nel film giapponese Sexual Parasite: Killer Pussy, diretto da Takao Nakano nel 2004, è presente in una sequenza la canzone Deep Down.